# 格林威治 (堪薩斯州)
格林威治（英語：Greenwich）是位於美國堪薩斯州塞奇威克縣的一個非建制地區。

## 地理
格林威治所處的海拔為高於海平面427米（即1401英呎），而該地所採用的時區為UTC-6，即北美中部時區（CST）。同時該地設有夏令時間，為UTC-6調快一小時，即UTC-5（CDT）。